# 城巴黃竹坑車廠

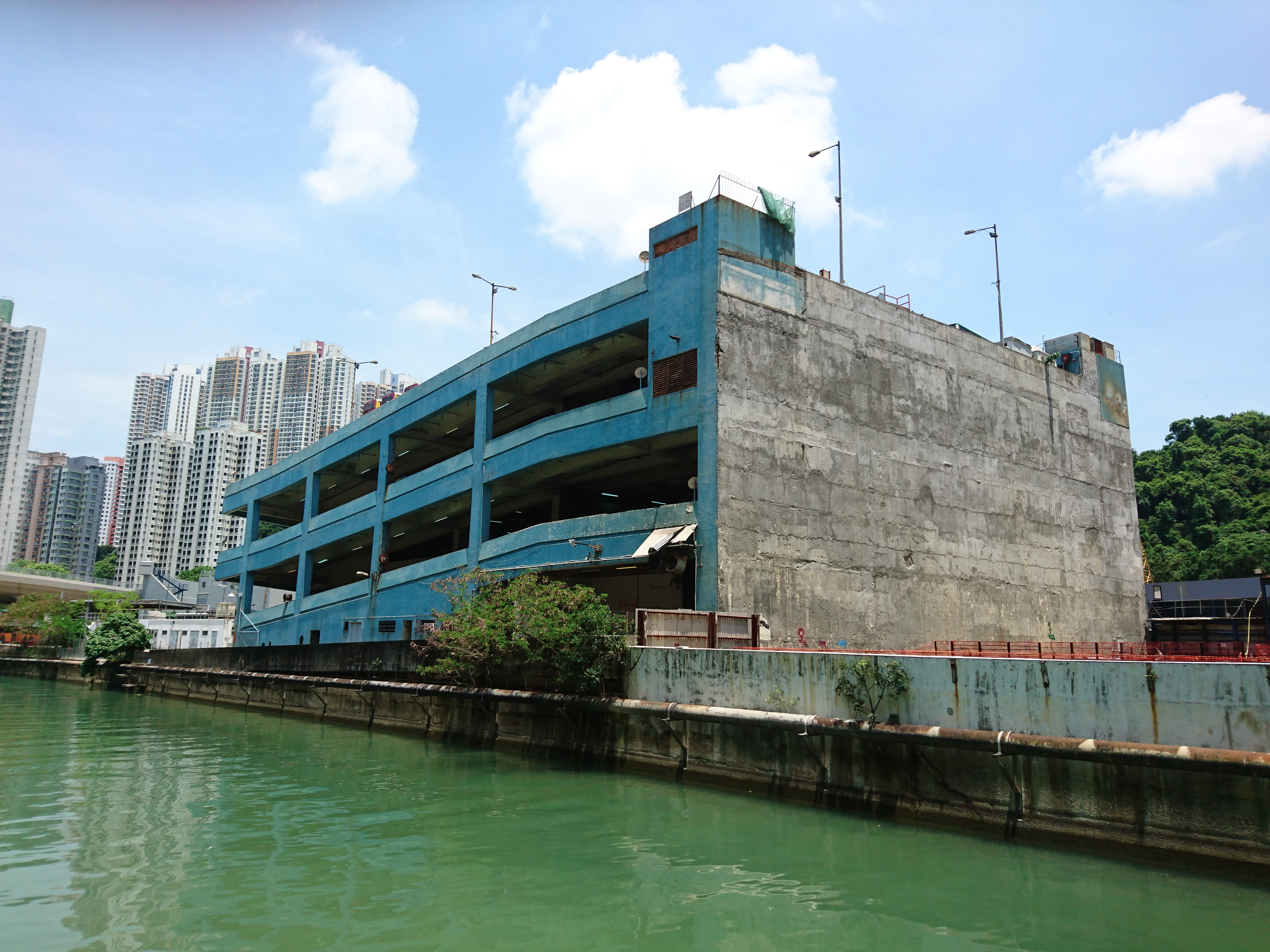
遠觀黃竹坑車廠

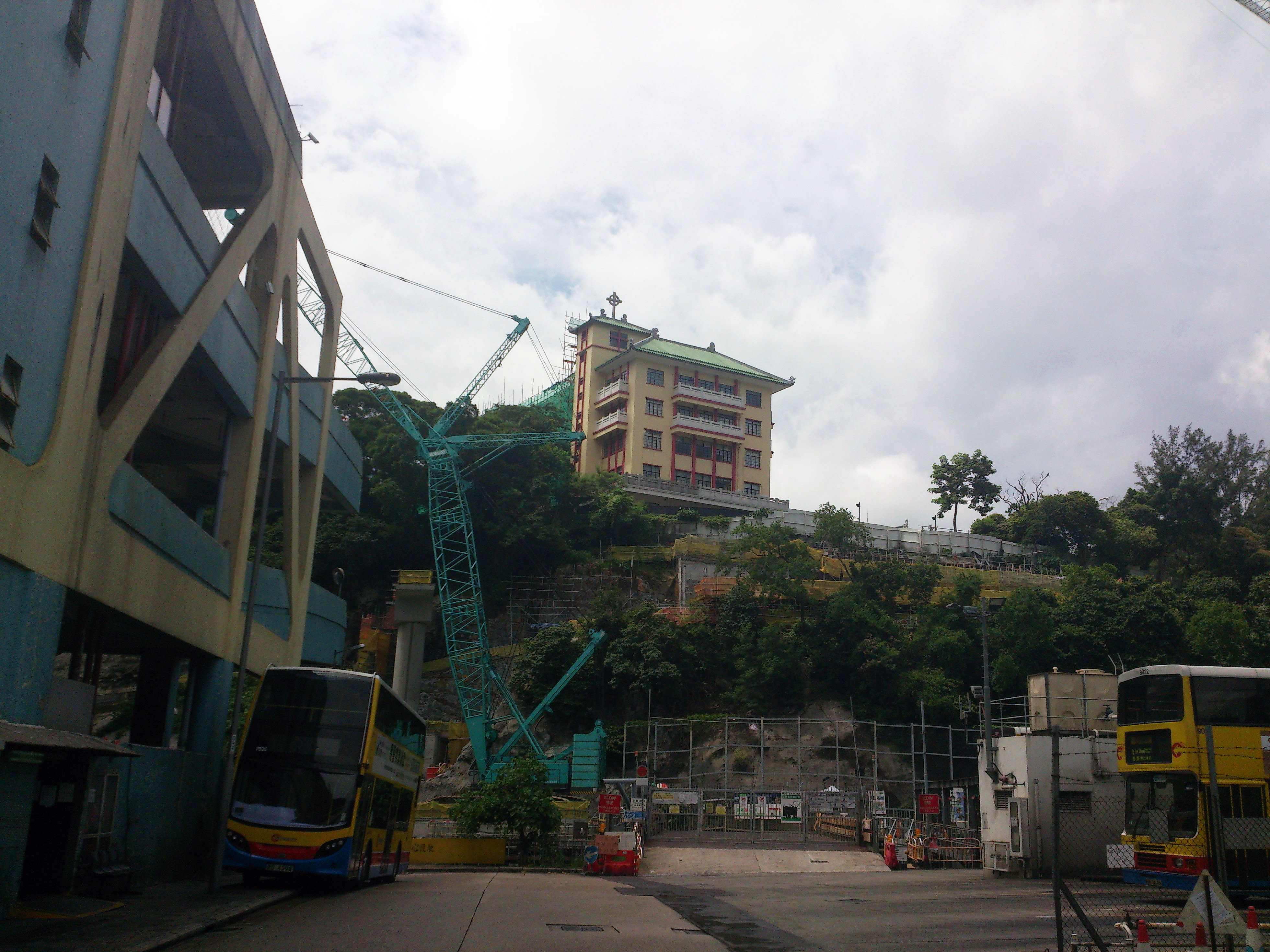
黃竹坑車廠（左）與露天巴士停泊處（右）

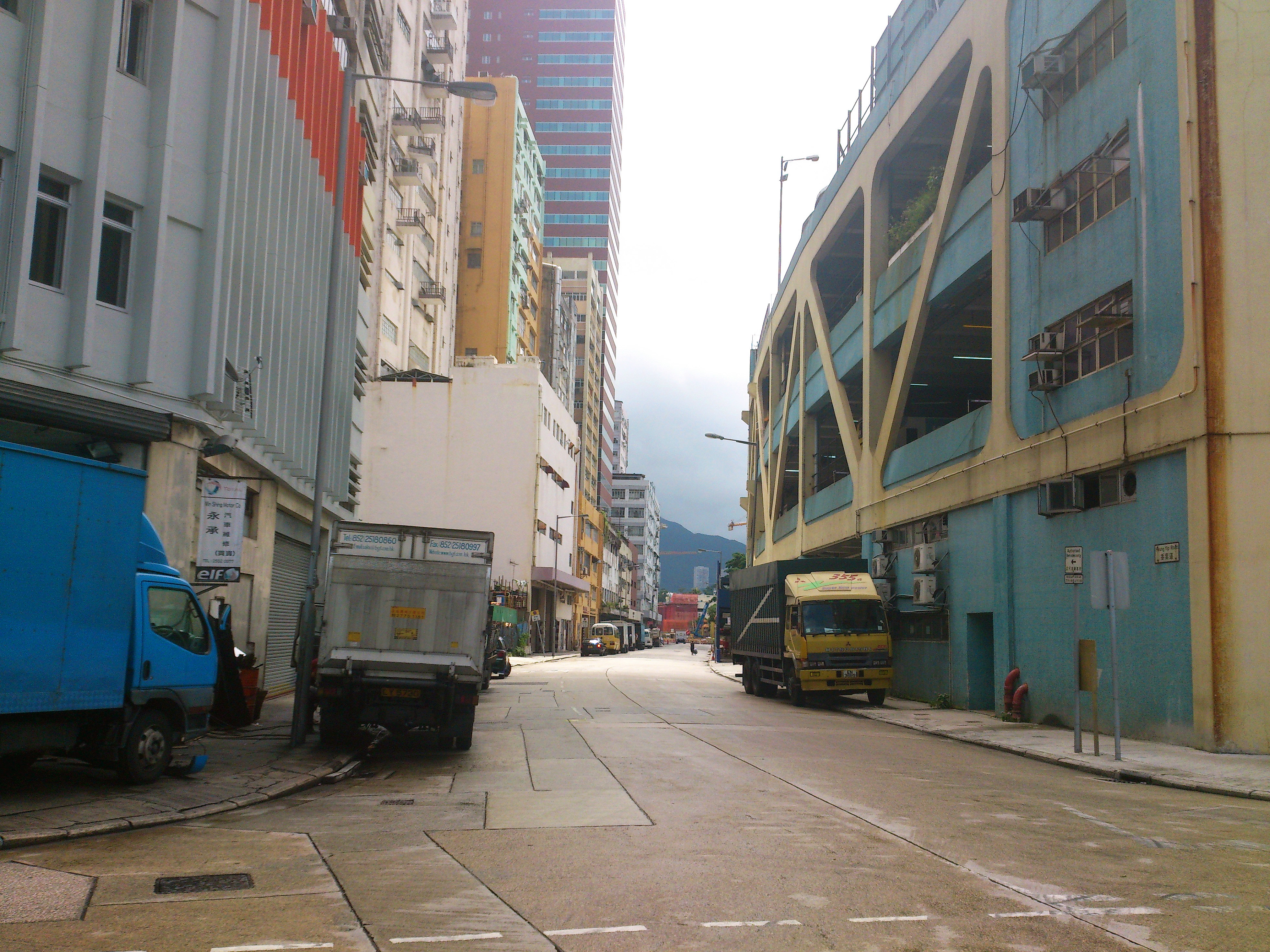
黃竹坑車廠的入口設於香葉道

城巴黃竹坑車廠（英語：Citybus Wong Chuk Hang Depot），俗稱「黃廠」，是一個城巴車廠，位於黃竹坑香葉道45號。在城巴車隊中，黃竹坑車廠跟海洋公園車廠的廠徽均為S。此廠前身為中巴黃竹坑車廠，於中巴喪失專營權後改為由新巴使用，而在新巴城巴合併後再由城巴獨自使用。
現時在黃竹坑車廠旁有一佔地2,400平方米的露天土地，土地上設有入油以及洗車設備；土地旁邊、鴨脷洲大橋東端橋底更有位置供巴士停泊。

## 歷史
位於黃竹坑道8-10號的中巴黃竹坑車廠於70年代初投入服務，佔地13,000平方尺，只設有地面一層，屬於一個簡單的維修場地。此車廠於1994年拆卸，中巴並與太古地產合作，有意於地皮上發展酒店，可是計劃由於遭政府反對而告吹，有關土地曾只用作存放地盤工具；及後，該土地改為興建商業大廈South Island Place，並於2019年完工。
而現時位於香葉道45號，佔地3,002平方米的多層式巴士車廠（原地段編號為香港仔內地段第353號）則於1986年投入服務，而旁邊則有空地供巴士停泊。1998年9月1日，中巴喪失專營權，並按地契條款向政府交還該廠之地上權，而政府則按地上權尚餘年份折算賠償予中巴。而新巴於接手當日，則以短期租約方式向政府租用黃竹坑車廠，而專營權及車廠交接簽署儀式亦在此廠舉行。於2005年，因城巴鴨脷洲車廠關閉，而同區又沒有適合土地可讓城巴用作車廠，加上當時城巴已與新巴屬於同一母公司，因此兩巴開始共用黃竹坑車廠，而有關空地亦加裝了入油以及洗車設備。